# Lindernia macrosiphonia
Lindernia macrosiphonia é uma espécie botânica do gênero Lindernia pertencente à família Linderniaceae.